# Władysławów (Zgierz)
Pour les articles homonymes, voir Władysławów.
Władysławów est une localité polonaise de la gmina et du powiat de Zgierz en voïvodie de Łódź.